# Cravanzana
Cravanzana (Cravansan-a in piemontese) è un comune italiano di 341 abitanti della provincia di Cuneo in Piemonte.
Il comune faceva parte della comunità montana Alta Langa e Langa delle Valli Bormida e Uzzone.

## Origini del nome
Secondo lo storico Giordano Berti, il nome potrebbe derivare da crava, che in lingua piemontese significa "capra"; quindi Cravanzana sarebbe stato un luogo in cui si allevavano capre, o dove questi animali vivevano numerosi allo stato brado. Non a caso, nell'attuale stemma di Cravanzana appare la figura di una capra sulla cima di un monte. Un'ipotesi più accreditata riporta che a dare il nome al paese fu la famiglia gentilizia dei Calventius, da cui deriva il toponimo originario Villa Calventiana.

## Storia

### Medioevo
L’origine del paese di Cravanzana è ignota, ma certamente antica. Le prime notizie storiche di Cravanzana si hanno nel 1125, quando il marchese Bonifacio del Vasto, discendente della dinastia degli Aleramici, divise i suoi possedimenti tra i figli e lasciò in eredità a Bonifacio Minore un ampio territorio, definito "Marchesato di Cortemilia"; nel testamento era incluso anche il paese di Cravanzana.
Intorno al 1190 la famiglia Del Carretto, discendente da Bonifacio, fece erigere a Cravanzana un castello per controllare le valli dei fiumi Belbo e Bormida. Questi territori, sebbene poveri di risorse agricole, vivevano principalmente grazie ai commercianti di passaggio tra i porti della Liguria e la pianura del Piemonte.
Nel 1337, Manfredo, marchese di Saluzzo, cedette parte del territorio di Cravanzana alla potente famiglia degli Scarampi di Asti, che provvidero a rinforzare il castello.
Nel 1432 Francesco Sforza, comandante dell’esercito di Filippo Maria Visconti, duca di Milano, irruppe nel territorio di Cortemilia, causando danni notevoli nei borghi circostanti e anche al castello di Cravanzana.

### Età moderna
Nel 1536 il paese entrò nei possedimenti dei Gonzaga, duchi di Mantova. Dopo varie vicende ereditarie, nel 1607 il castello di Cravanzana ed il territorio attiguo entrarono nei possedimenti di Augusto Manfredo Scaglia, conte di Verrua, che fece ricostruire il castello dalle fondamenta.
Nel corso della Guerra di successione di Mantova e del Monferrato, iniziata nel 1627, il duca Carlo Emanuele I di Savoia si impossessò di un ampio territorio nel Basso Piemonte, inclusa Cravanzana.
Nel 1731 il duca Carlo Emanuele III di Savoia donò il feudo di Cravanzana al suo Ministro della Guerra, Gian Giacomo Fontana, al quale attribuì il titolo di marchese.
In seguito, il castello arrivò fino al marchese Giambattista Fontana, Ministro della Guerra sotto Vittorio Amedeo III di Savoia.
Agl'inizi del 1796 il territorio di Cravanzana fu attraversato dall’esercito napoleonico e il castello ospitò per qualche giorno Napoleone Bonaparte e il generale Amédée Emmanuel François Laharpe, morto il 10 maggio dello stesso anno durante la battaglia di Codogno, in Lombardia.
Dopo la Restaurazione, l'importanza strategica di Cravanzana, dal punto di vista militare, cadde completamente, ma il paese rimase un punto di riferimento per i piccoli villaggi limitrofi dell'Alta Langa e per i commerci tra la costa savonese e il Basso Piemonte.
Agli inizi dell’800 il prof. Goffredo Casalis nel Dizionario Geografico-Storico-Statistico-Commerciale degli Stati di Sua Maestà il Re di Sardegna (Torino, 1839), affermava che i prodotti principali di questo Comune erano cereali e frutta, ma la maggiore ricchezza degli abitanti stava nella raccolta delle castagne. Casalis riferiva di un’antica, grande Fiera di bovini e maiali che si svolgeva il primo giorno di settembre. Quella Fiera è rimasta in auge fino a tempi recentissimi.
Nel 1831 vi si trasferì da Sambughetto per motivi lavorativi Pietro Guglielminetti, colui che inventò la prima borraccia, per poi nuovamente spostarsi a Torino.
Negli anni tra le due Guerre mondiali le campagne circostanti Cravanzana si spopolarono velocemente soprattutto in direzione di Torino, sede della FIAT; poi, negli anni 50, verso Alba, sede dell'industria dolciaria Ferrero e dell'industria tessile Miroglio.
La deriva demografica rallentò dopo che, nel 1955, il castello di Cravanzana diventò sede dell’Istituto professionale per l’Agricoltura dell’Alta Langa “G. Ferrero”. La formazione scolastica spinse molti giovani a diventare imprenditori di piccole aziende produttrici di quelle pregiate nocciole che sono tuttora il prodotto principale del territorio, identificate con il marchio "Nocciola Piemonte" IGP.

## Monumenti e luoghi d'interesse

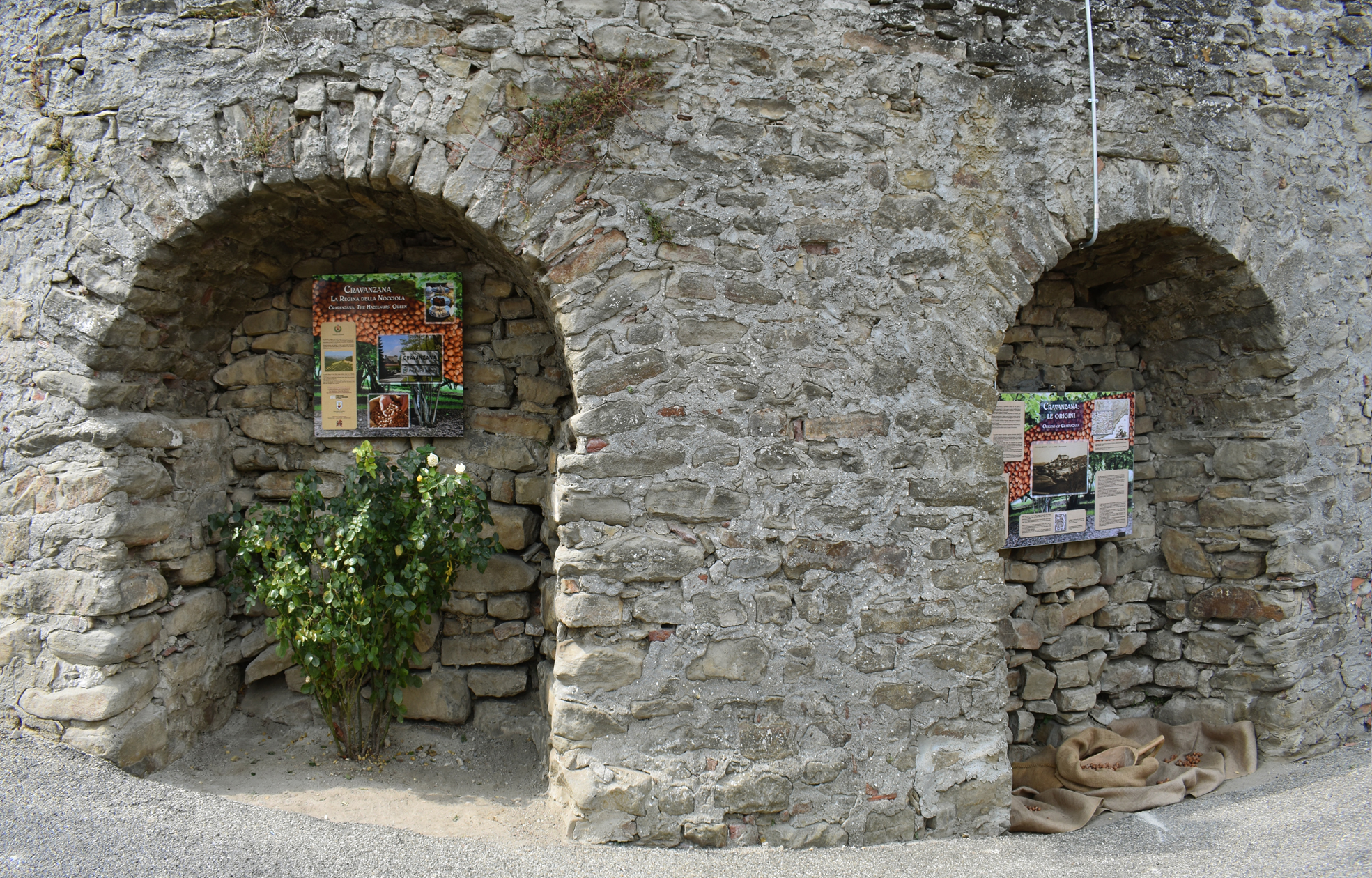
Cravanzana (CN), una tappa del Museo a cielo aperto della Nocciola.

Il nucleo storico di Cravanzana, che conserva i tratti caratteristici di un borgo seicentesco, si sviluppa attorno alla collina sulla quale sorge il castello dei Marchesi Fontana. Il castello, dopo varie compravendite, nel 1952 fu acquisito dalla famiglia Ferrero di Alba, che ne fece una colonia estiva per i figli dei dipendenti della fabbrica dolciaria. In seguito fu acquistato da Guido Zerbetto, che ha ristrutturato l'intero edificio dotandolo di una collezione d’arte antica.
Adiacente alle antiche mura del castello sorge la chiesa parrocchiale dei santi Pietro e Vitale: fu costruita agli inizi del '600 in sostituzione di due precedenti chiese andate distrutte. La chiesa è affiancata da una via di accesso alla piazza caratterizzata da un porticato a doppio ordine di arcate.
A pochi passi dalla parrocchiale sorge la Confraternita de Disciplinati, chiamata comunemente la “chiesa bassa” o anche “la Chiesa dei Battuti”. L'edificio, ad una sola navata, risale al 1751. La facciata è in cotto, a doppio ordine di lesene, ricca di elementi architettonici di decoro. Oggi è utilizzata dai cravanzanesi per spettacoli teatrali e come sala riunioni.
Nelle nicchie delle mura che circondano il castello, nel 2017 è stato inaugurato un Museo a Cielo aperto della Nocciola, il cui progetto è stato firmato dallo scrittore Giordano Berti e dall'art designer Letizia Rivetti.

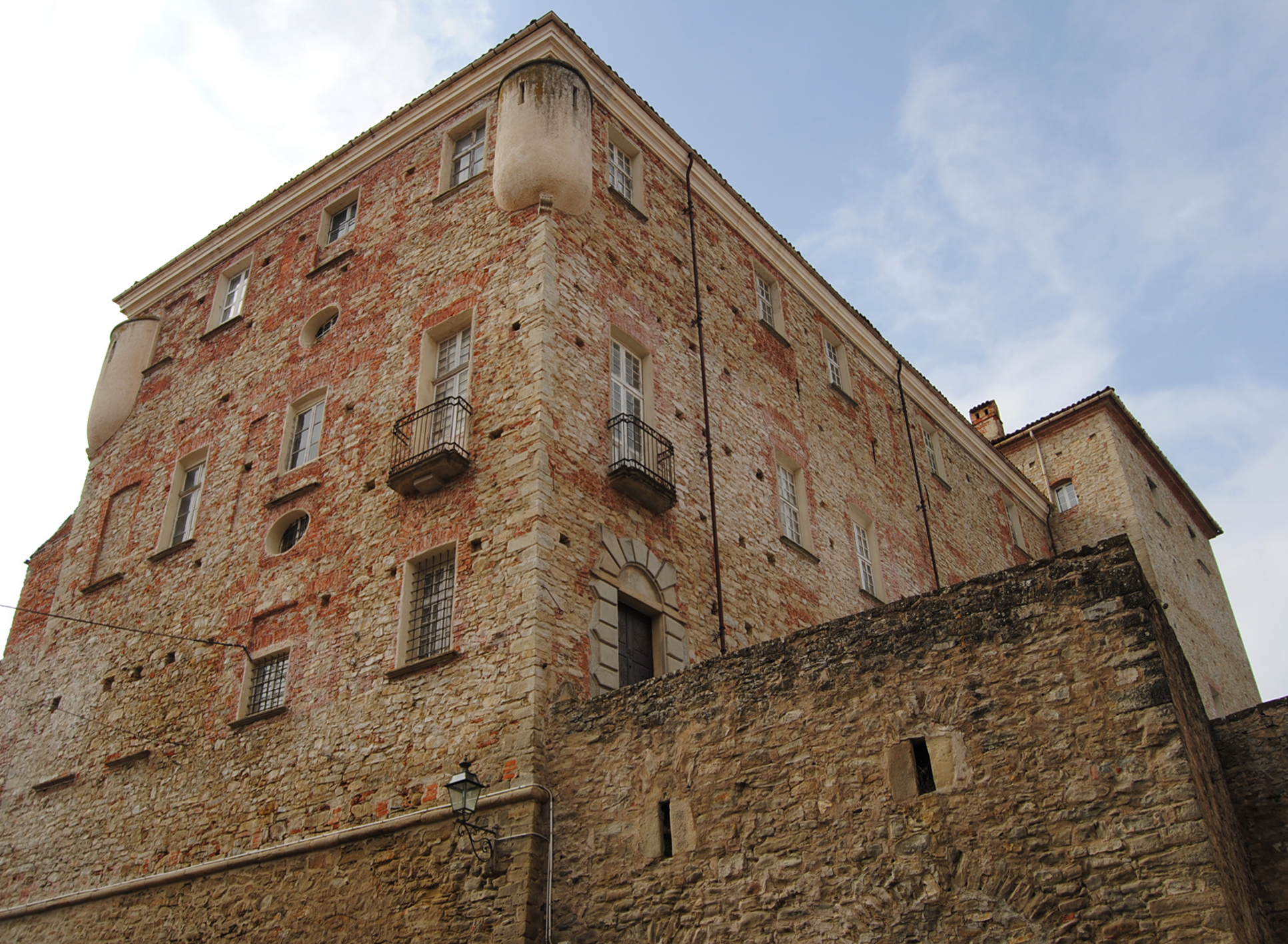
Castello dei Marchesi Fontana.
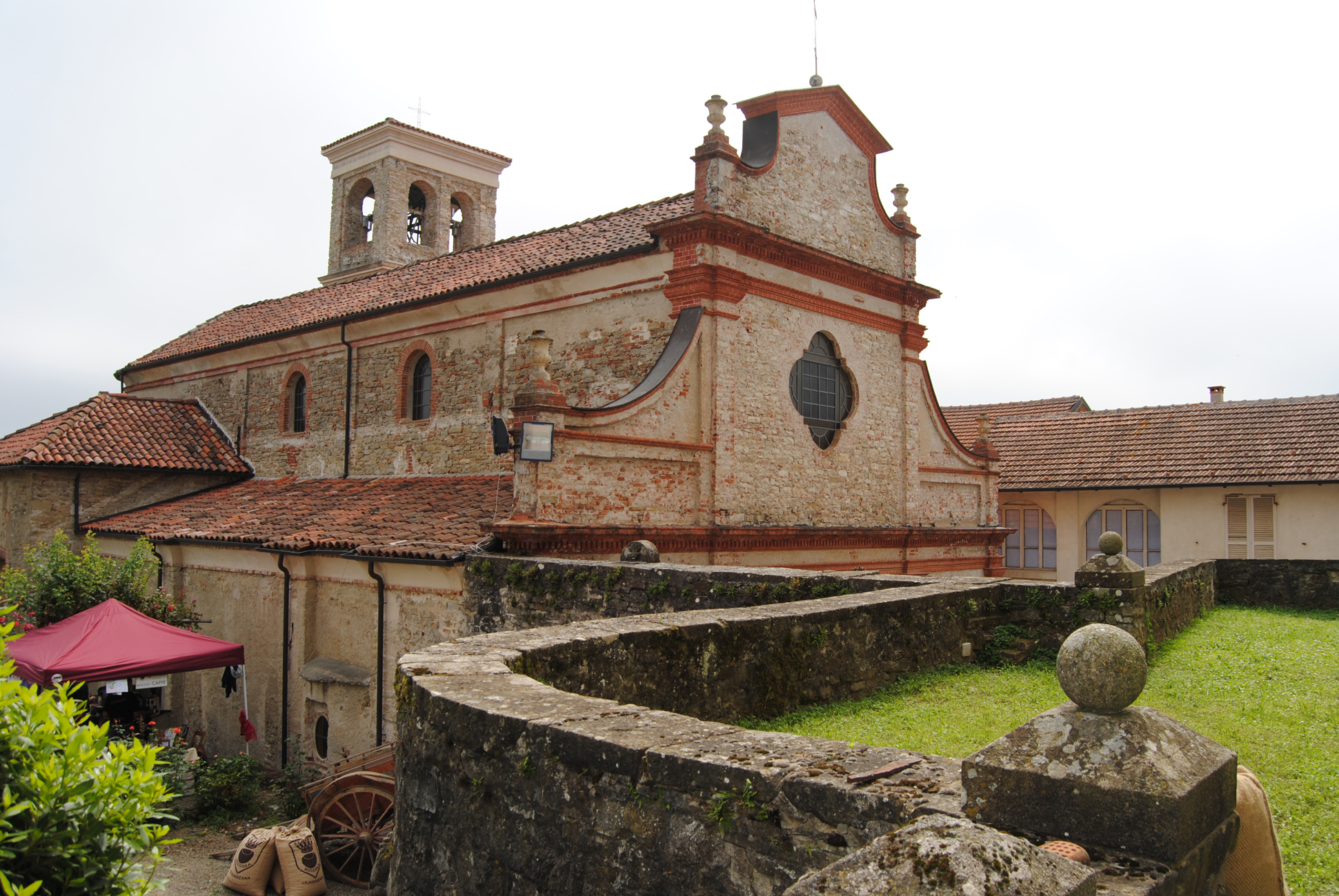
La chiesa parrocchiale vista dal giardino del Castello dei Marchesi Fontana.
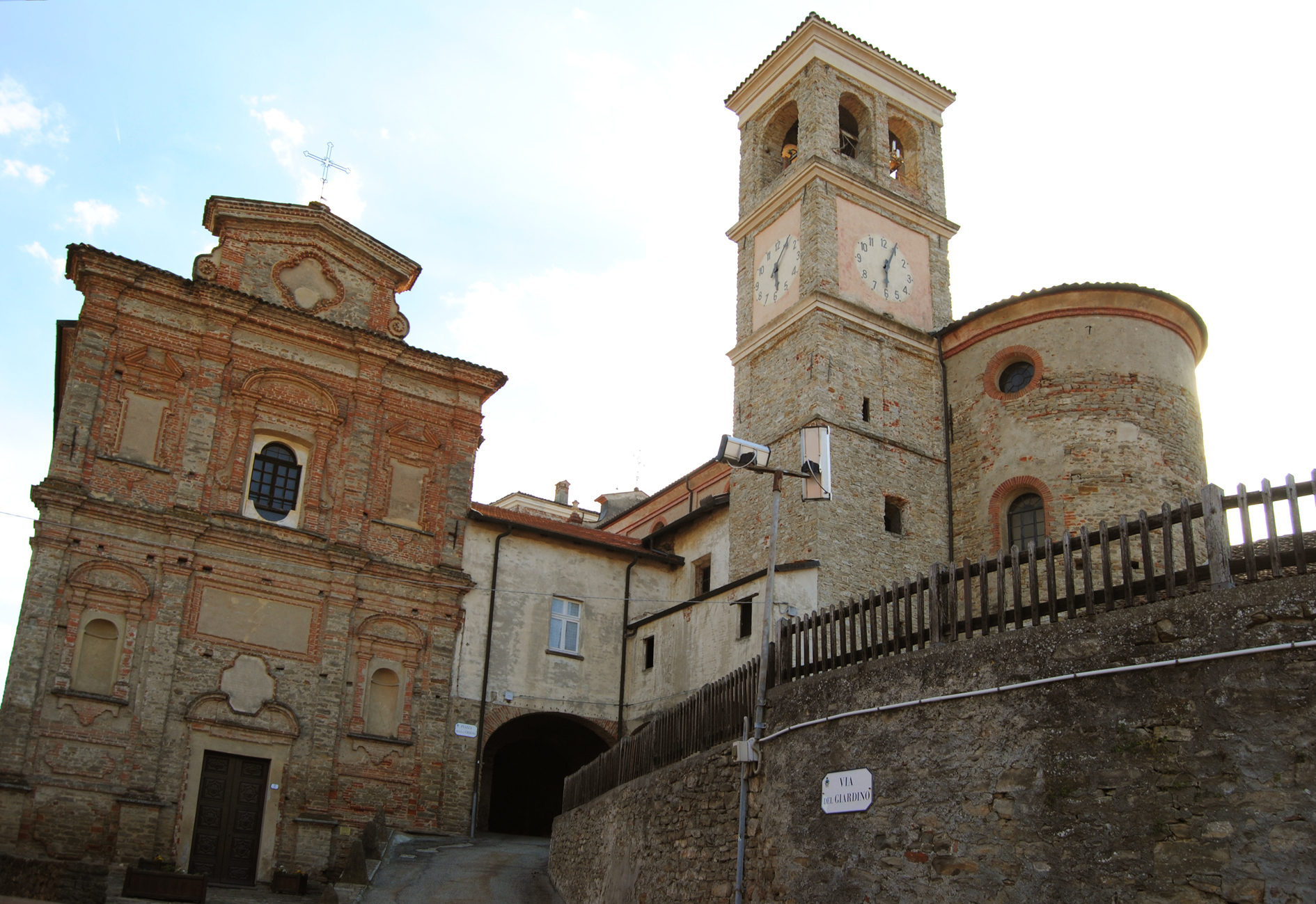
Chiesa dei Battuti e abside della chiesa parrocchiale.
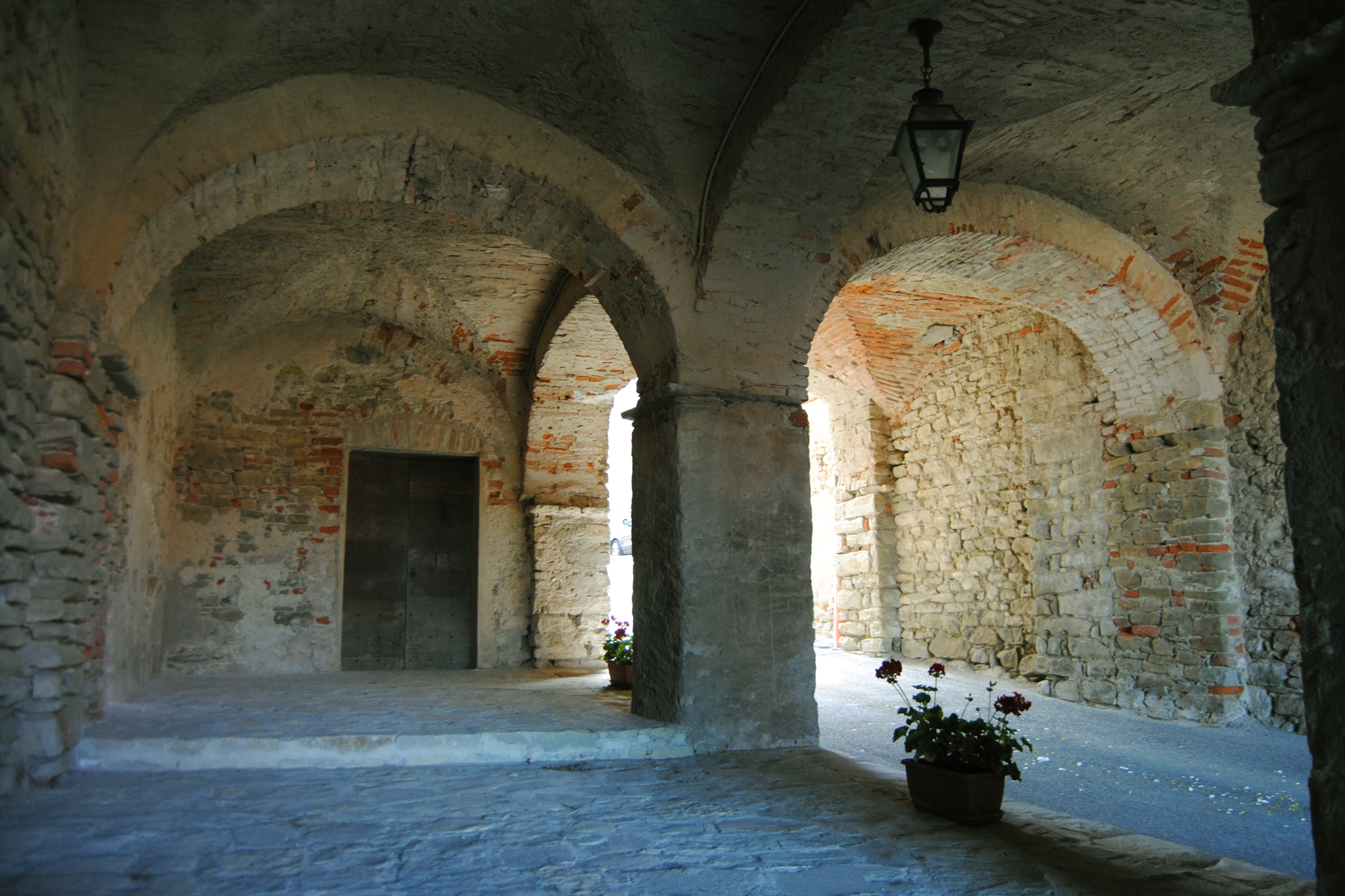
Scorcio del borgo antico.

## Società

### Evoluzione demografica
Abitanti censiti

### Etnie e minoranze straniere
Secondo i dati Istat al 31 dicembre 2017, i cittadini stranieri residenti a Cravanzana sono 50, così suddivisi per nazionalità, elencando per le presenze più significative:
1. Romania, 25

## Economia
Cravanzana è un centro di produzione della Tonda Gentile del Piemonte.

## Amministrazione
Di seguito è presentata una tabella relativa alle amministrazioni che si sono succedute in questo comune.
| Periodo        | Periodo        | Primo cittadino      | Partito                                 | Carica  | Note  |
| -------------- | -------------- | -------------------- | --------------------------------------- | ------- | ----- |
| 27 giugno 1985 | 1º giugno 1990 | Giuseppe Fontana     | Partito Socialista Democratico Italiano | Sindaco | [ 8 ] |
| 1º giugno 1990 | 24 aprile 1995 | Marco Robaldo        | Partito Repubblicano Italiano           | Sindaco | [ 8 ] |
| 24 aprile 1995 | 14 giugno 1999 | Giuseppe Canaparo    | -                                       | Sindaco | [ 8 ] |
| 14 giugno 1999 | 14 giugno 2004 | Guido Franco Fontana | -                                       | Sindaco | [ 8 ] |
| 14 giugno 2004 | 8 giugno 2009  | Marco Robaldo        | lista civica                            | Sindaco | [ 8 ] |
| 8 giugno 2009  | 26 maggio 2014 | Marco Robaldo        | lista civica                            | Sindaco | [ 8 ] |
| 26 maggio 2014 | 26 maggio 2019 | Gianluca Fresia      | lista civica: ancora... insieme         | Sindaco | [ 8 ] |
| 26 maggio 2019 | in carica      | Roberto Pace         | lista civica                            | Sindaco | [ 8 ] |